# George Dillon (poeta)
George Dillon (Jacksonville, 12 novembre 1906 – 9 maggio 1968) è stato un poeta e traduttore statunitense.

## Biografia
Nato in Florida, George Dillon crebbe in Kentucky e nel Mid-West. Si laureò in letteratura inglese all'Università di Chicago nel 1927 e, dopo essersi arruolato nella seconda guerra mondiale, assistette personalmente alla liberazione di Parigi dai nazisti.
La sua raccolta di poesie The Flowering Stone gli valse il Premio Pulitzer per la poesia e la Guggenheim Fellowship nel 1932. Fu amico, collaboratore e amante di Edna St. Vincent Millay, con cui tradusse Les Fleurs du Mal dal francese all'inglese nel 1936.

## Opere

### Poeta
- Boy in the Wind, The Viking Press, 1927
- The Flowering Stone, The Viking press, 1931

### Traduttore
- Flowers of Evil di Charles Baudelaire, con Edna St. Vincent Millay, Harper & Brothers, 1936
- Three plays of Racine, University of Chicago Press, 1961